# Droga wojewódzka nr 390
Droga wojewódzka nr 390 (DW390) – droga wojewódzka o długości 28 km, łącząca Kamieniec Ząbkowicki z Lądkiem-Zdrojem. Droga biegnie przez Sosnową, prowadząc do Złotego Stoku, gdzie przecina DK46. Dalej poprzez liczne zakręty osiąga swój najwyższy punkt na Przełęczy Jaworowej (705 m n.p.m.), a następnie stromo opada do Orłowca. Dalej dość płaskim odcinkiem biegnie do Lądka Zdroju, mijając wcześniej dwa skrzyżowania: do Radochowa i Wójtówki. Droga atrakcyjna widokowo, przecina pasmo Gór Złotych.

## Historia
Droga nr 390 stanowi fragment drogi wybudowanej pod koniec XIX wieku przez królewnę Mariannę Orańską, dla połączenia zamku w Kamieńcu Ząbkowickim z Przełęczą Płoszczyna i dalej czeskiego Starégo Města pod Sněžníkem. Na drodze był kręcony polski film Baza ludzi umarłych (1958). W latach 80. i 90. drogą tą prowadziły rajdy samochodowe. 20 lutego 1993, na odcinku Lądek – Przełęcz Jaworowa, w czasie rajdu śmiertelnych obrażeń doznał kierowca wyścigowy i rajdowy Marian Bublewicz. Na miejscu wypadku stoi dziś tablica pamiątkowa. Po wypadku przez 25 lat nie prowadzono tą trasą rajdów. 19 i 20 maja 2018 na trasę powróciły samochody rajdowe podczas Rajdu Dolnośląskiego. Co roku, wieczorem 1 listopada fani rajdów spotykają się w miejscu wypadku Mariana Bublewicza.

## Miejscowości przy trasie

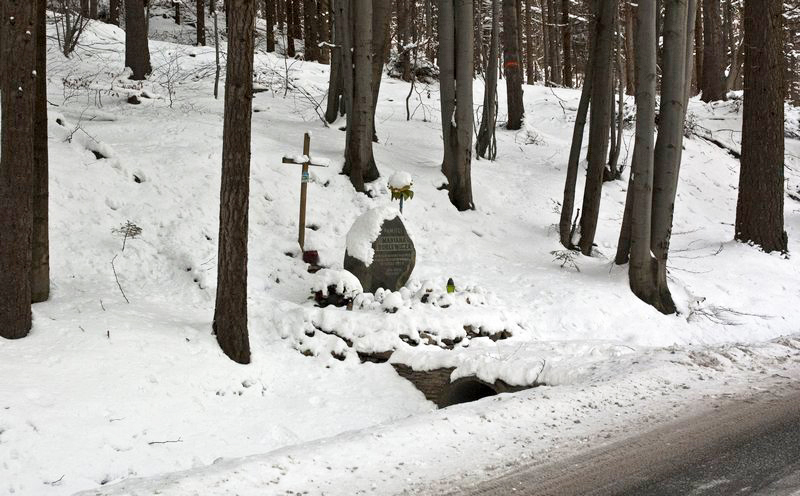
Miejsce wypadku Mariana Bublewicza

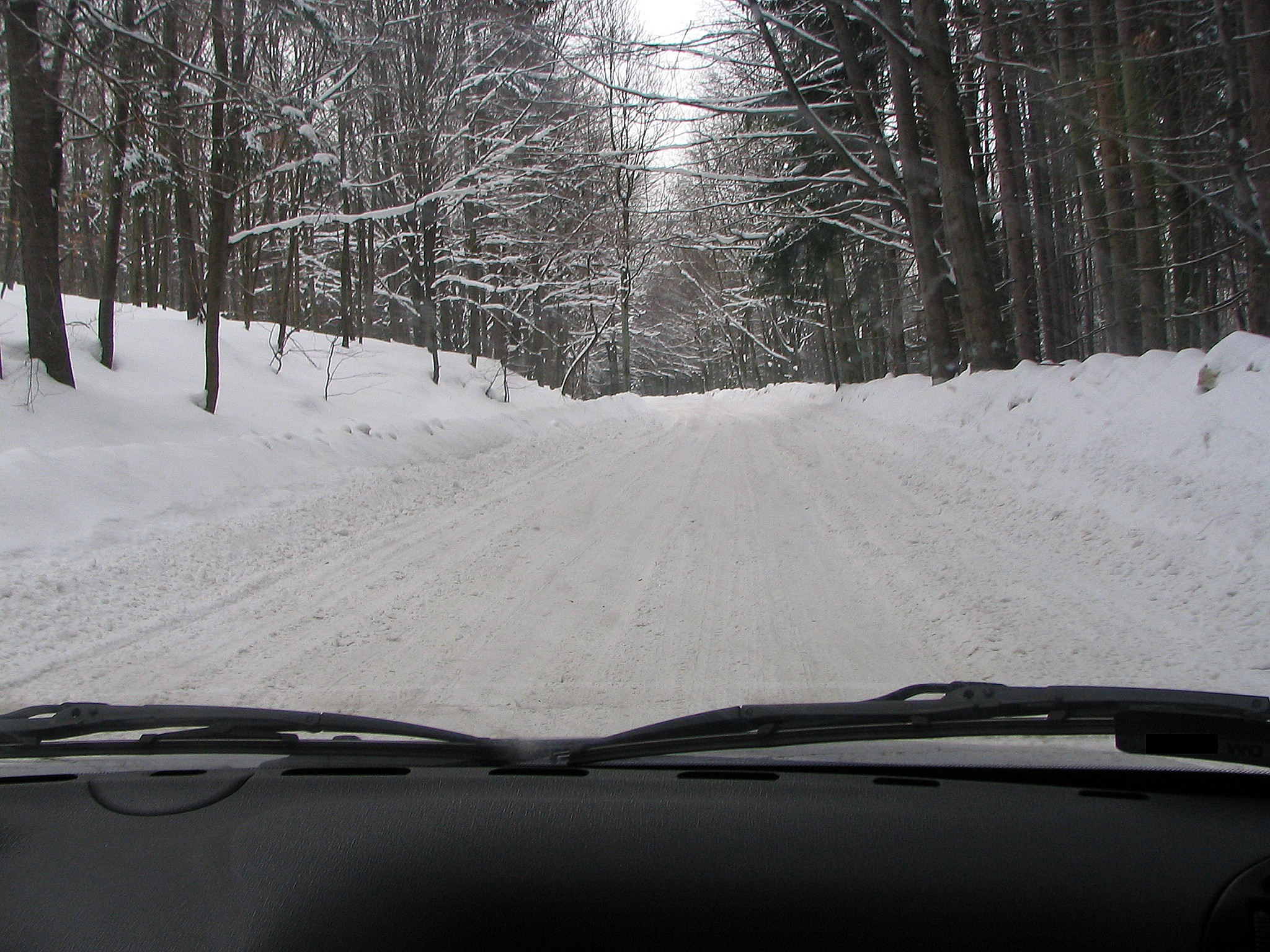
Droga 390 między Złotym Stokiem a Lądkiem-Zdrojem

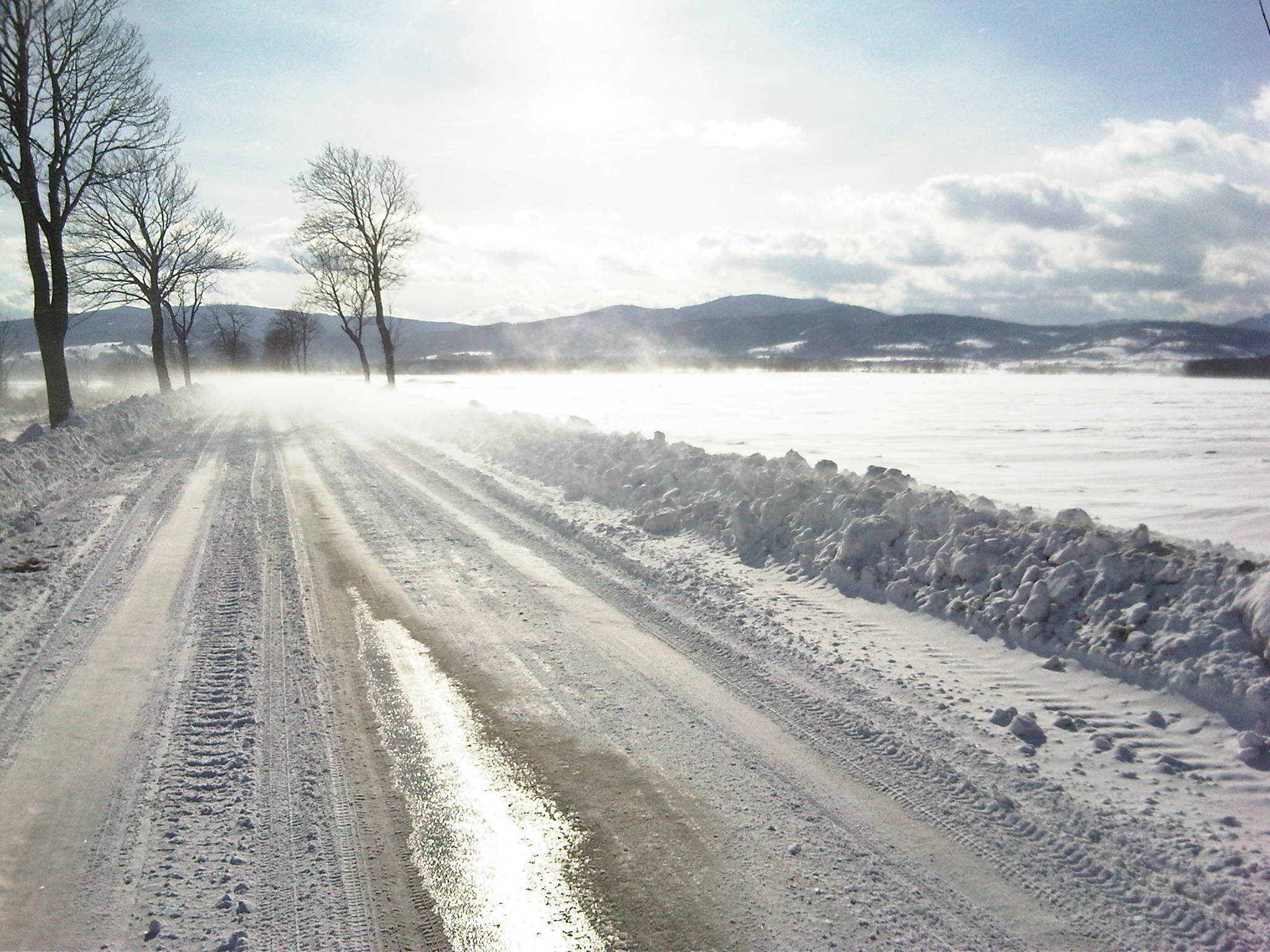
Droga 390 w zimie. Płaski odcinek Sosnowa-Złoty Stok

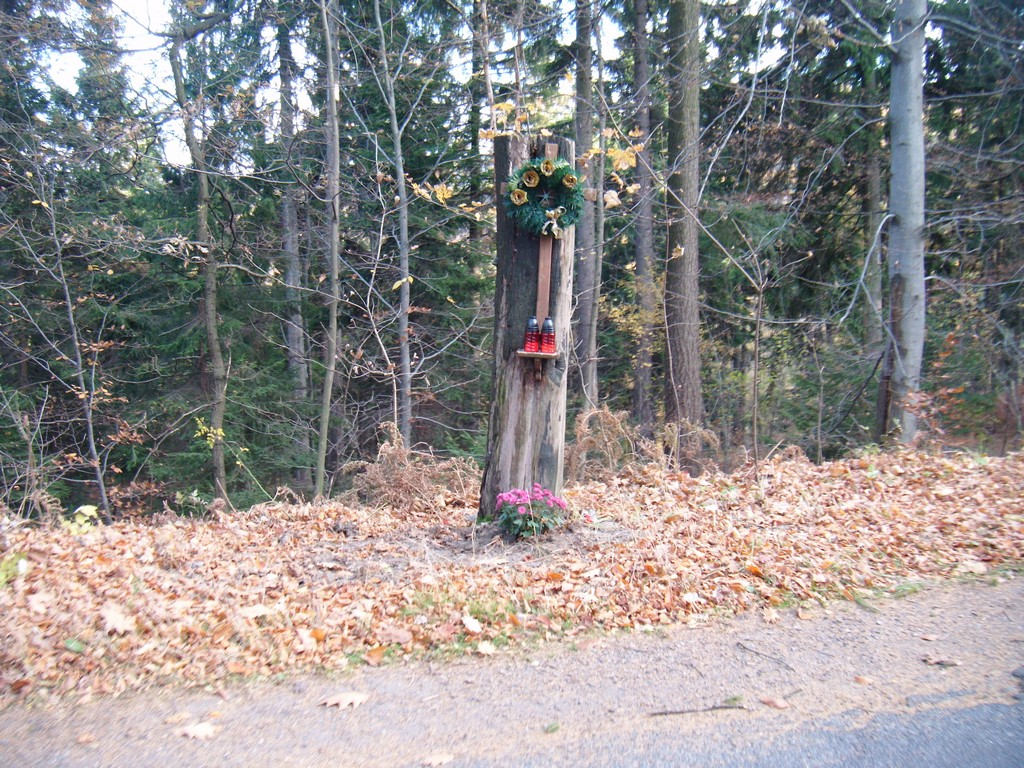
Spalone drzewo-pomnik jednej z ofiar wypadku

- Lądek-Zdrój
- Radochów-Gruszczyn
- Orłowiec
- Biała Góra
- Złoty Stok
- Złoty Stok-Kolonia
- Płonica
- Sosnowa
- Kamieniec Ząbkowicki

## Warunki
Droga jest w złym stanie technicznym na odcinku Kamieniec Ząbkowicki – Złoty Stok oraz na krótkim odcinku powyżej wsi Orłowiec.
W 2015 i 2016 roku górski odcinek drogi został odnowiony. Mimo to ostre zakręty oraz brak poboczy sprawiają, że jazda na tym odcinku jest niebezpieczna nawet przy dobrych warunkach pogodowych. Na drodze miało miejsce wiele wypadków śmiertelnych, o czym świadczą liczne przydrożne krzyże oraz drzewa pozbawione kory.
W zimie na całym odcinku od Kamieńca do Lądka Zdroju jest ona rzadko odśnieżana. W czasie opadów śniegu panują na niej trudne warunki.
Droga ta jest w zimie uczęszczana przez narciarzy kierujących się do ośrodka Czarna Góra.
Paradoksalnie w czasie trudnych warunków, często jest to jedyna przejezdna droga dla aut osobowych do Lądka Zdroju od strony Wrocławia. DK8 jest często blokowana w Bardzie przez ciężarówki, a drogę DK46 ciężarówki blokują na odcinku pomiędzy Laskami a Mąkolnem. W 2010 r. podczas opadów śniegu zdarzyło się, że taka blokada trwała ponad dobę.
Istnieje trasa alternatywna do niej prowadząca przez Czechy, przez miejscowości Paczków, Javornik, Travna, Lutynia. Droga ta jest w lepszym stanie technicznym, ale jest także kręta oraz przechodzi przez górską przełęcz.